# Křižovatka
Křižovatka (Duits: Klinghart) is een gemeente in de Tsjechische regio Karlsbad. De gemeente ligt op 473 meter hoogte aan de zuidoostzijde van het Elstergebergte.

## Geschiedenis
Křižovatka is waarschijnlijk gesticht in het jaar 1199. Rond het jaar 1213 werd de eerste kerk van het dorp gebouwd. Deze kerk behoort tot de oudste kerken uit de regio. De kerk werd vaak vernietigd, bijvoorbeeld tijdens de Hussitische Oorlogen en de Dertigjarige Oorlog. De eerste schriftelijke vermelding stamt uit 1322.
In de geschiedenis van het dorp was de landbouw altijd de belangrijkste inkomstenbron voor de inwoners. Vanaf het begin van de 20e eeuw echter worden ook textielproducten en muziekinstrumenten in Křižovatka gemaakt.
Voor de Tweede Wereldoorlog was een groot deel van de inwoners van het dorp van Duitse afkomst. Toen na de oorlog de Duitsers uitgewezen werden waren er van de 620 inwoners van voor de oorlog nog maar 238 over.